# 薩爾瓦多鎮

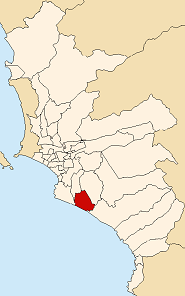

12°3′S 77°0′W / 12.050°S 77.000°W
薩爾瓦多鎮（西班牙語：Villa El Salvador）是秘鲁的城鎮，位於該國西部聖胡安省，是安加科縣的首府，處於聖胡安西北面，海拔高度616米，2001年人口2,965。